# شعيطة (رامشير)
قرية شعيطة هي إحدى القرى التابعة لـ آزاده في ريف قسم مشراگه من مقاطعة رامشير، في محافظة محافظة خوزستان الإيرانية.
حسب إحصاءات سنة 2007، بلغ إجمالي السكان في شعيطة 274 نسمة، منهم 141 رجل و133 امرأة. عدد المساكن في شعيطة بلغ 7 مسكن. تشير الإحصاءات وجود 94 شخص، منهم 159 رجل و159 امرأة يمكنهم القراءة والكتابة في هذه القرية. عدد الأميين 83 شخص، منهم 26 رجل امي و57 امرأة أمية.